# Mikuni KennedyEgbus
Mikuni KennedyEgbus (三國 ケネディエブス) (Higasimurajama, 2000. június 23.–) japán válogatott labdarúgó.

## Pályafutása

### Klubcsapatokban
A labdarúgást az Avispa Fukuoka csapatában kezdte. 2021-ben a Tocsigi SC csapatához szerződött.

### Válogatottban
A japán U20-as válogatott tagjaként részt vett a 2019-es U20-as labdarúgó-világbajnokságon.